# Dournazac
Dournazac è un comune francese di 679 abitanti situato nel dipartimento dell'Alta Vienne nella regione della Nuova Aquitania.

## Storia

### Simboli
Lo stemma del comune è stato adottato nel 2009.
La punta verde rappresenta la vetta del Puyconnieux con i suoi boschi di castagni. Il coltello da petto, chiamato plane in francese e drawknife in inglese, è lo strumento tradizionale utilizzato dai feuillardiers per rimuovere la corteccia degli alberi e modellare le doghe e le fasce di legno di castagno per la fabbricazione delle botti.

## Monumenti e luoghi di interesse
- Chateau de Montbrun

## Società

### Evoluzione demografica
Abitanti censiti